# Иван Богатый
Иван Богатый (укр. Іван Багатий) — запорожский казак, в 1696-1698 годах, владевший «ягорлыцкими землями» в Едисане по праву гетмана, признанному за Богатым крымскими ханами.

## Биография
Об Иване Богатом осталось мало сведений. Известно, что в 1696 году по предложению крымского хана Селима I, назначается Гетманом Ханской Украины(Гетман Дубоссарский), которая была свободна от влияния Московского царства и Речи Посполитой. Обеспечивал защиту тылов Подольского эялета и осуществлял военные акции в Правобережной Украине в интересах Османской империи.
В 1698 году во время похода казаков во главе с Иваном Мазепой в Причерноморье, среди казаков появилось письмо «гетмана ханской милостью» Ивана Богатого. В нём он призвал казаков отказаться от московской протекции и спрашивал их, почему они так верно служат «иудам-москалям», ведь те «с помощью вашего труда и вашего мужества» укрепляют своё государство. А потому призвал переходить под протекцию Крымской ханства. В том же году Иван Богатый участвовал в походе Крымского ханства во главе с Каплан-Гераем против Речи Посполитой, который завершился поражением союзников в битве под Подгайцами на Галичине.